# Campina BV

Das Firmenlogo von Campina

Campina war ein weltweit tätiger niederländischer Milchverarbeitungskonzern in der Rechtsform einer B.V. Der Hauptsitz der Gruppe befand sich im niederländischen Zaltbommel. 2008 fusionierte das Unternehmen mit Friesland Foods zu FrieslandCampina. Deutsche Tochtergesellschaft der Gruppe ist die Campina GmbH & Co. KG mit Sitz in Heilbronn, die 1996 durch den Manager Friedrich Wilhelm Schnitzler, mit Übernahme (Fusion) der Südmilch AG entstand.
Die Campina BV erzielte 2007 einen Umsatz von 4,032 Milliarden Euro, davon 1,299 Mrd. in den Niederlanden, 1,069 Mrd. in Deutschland, 360 Millionen in Belgien und 683,7 Millionen in den übrigen Ländern der Europäischen Union. Beschäftigt waren 6.814 Mitarbeiter. Es wurden 4,8 Millionen Tonnen Milch verarbeitet.
Gesellschafter und damit Eigentümer von Campina waren niederländische, belgische und deutsche Landwirte, 2007 waren es 7.768.
Die drei Hauptmarken im Endverbrauchergeschäft des Unternehmens waren Campina, Landliebe (in Deutschland und Österreich) sowie Mona (in den Niederlanden). Sie erzielten 2007 48 % des Umsatzes. Weitere Marken sind Optimel/Optiwell (in den Niederlanden und Deutschland), Campina Fruttis und Neszny (Russland), Campina Milner (Käse, in den Niederlanden und Südeuropa).